# Villardonnel
Villardonnel è un comune francese di 555 abitanti situato nel dipartimento dell'Aude nella regione dell'Occitania.

## Società

### Evoluzione demografica
Abitanti censiti